# امی موتویی
امی موتویی (انگلیسی: Emi Motoi؛ زادهٔ ۱۱ اکتبر ۱۹۷۱) صداپیشه اهل ژاپن است.